# Giulia Imperio
Giulia Imperio, née à Grottaglie le 7 décembre 2001, est une haltérophile italienne. Elle a remporté la médaille d'or chez les femmes 49 kg aux Championnats d'Europe d'haltérophilie 2022   à Tirana, en Albanie.

## Biographie

### Carrière sportive
En 2018, Giulia Imperio  a remporté la médaille d'argent chez les  48kg moins de 17 ans filles aux Championnats d'Europe d'haltérophilie des jeunes qui se sont tenus à San Donato Milanese, en Italie. Elle a également participé à l'épreuve des 48 kg aux Jeux olympiques de la jeunesse d'été à Buenos Aires  aux Championnats d'Europe d'haltérophilie juniors et U23 2018 qui se sont tenus à Zamość, en Pologne, et au championnat féminin 49kg aux Championnats du monde d'haltérophilie 2018 à Achgabat, au Turkménistan .
Elle a participé aux Championnats du monde juniors d'haltérophilie 2019 qui se sont tenus à Suva, aux Fidji, où elle a remporté la médaille de bronze aux 49 kg féminin Événement Snatch,. Elle a également remporté la médaille de bronze au 49 kg junior féminin  Snatch aux Championnats d'Europe d'haltérophilie juniors et U23 2019 qui se sont tenus à Bucarest, en Roumanie.
En 2021, elle a participé aux Championnats d'Europe d'haltérophilie qui se sont tenus à Moscou  remportant la médaille de bronze dans l'épreuve féminine de 49 kg Snatch. Elle a également participé aux Championnats du monde juniors d'haltérophilie 2021 qui se sont tenus à Tachkent, en Ouzbékistan. Elle a remporté la médaille d'or dans son épreuve aux Championnats d'Europe d'haltérophilie juniors et U23 2021 qui se sont tenus à Rovaniemi, en Finlande.
Elle a remporté la médaille d'or dans les épreuves féminines d'arraché et d'épaulé-jeté de 49 kg aux Jeux méditerranéens de 2022 à Oran, en Algérie.

## Principaux résultats
| An                    | Lieu                   | Catégorie             | Arraché (kg)          | Arraché (kg)          | Arraché (kg)          | Arraché (kg)          | Épaulé-jeté (kg)      | Épaulé-jeté (kg)      | Épaulé-jeté (kg)      | Épaulé-jeté (kg)      | Total                 | Rang                  |
| An                    | Lieu                   | Catégorie             | 1                     | 2                     | 3                     | Rang                  | 1                     | 2                     | 3                     | Rang                  | Total                 | Rang                  |
| Championnats du monde | Championnats du monde  | Championnats du monde | Championnats du monde | Championnats du monde | Championnats du monde | Championnats du monde | Championnats du monde | Championnats du monde | Championnats du monde | Championnats du monde | Championnats du monde | Championnats du monde |
| --------------------- | ---------------------- | --------------------- | --------------------- | --------------------- | --------------------- | --------------------- | --------------------- | --------------------- | --------------------- | --------------------- | --------------------- | --------------------- |
| 2018                  | Achgabat, Turkménistan | 49 kg                 | 65                    | 65                    | 68                    | 27                    | 78                    | 82                    | 86                    | 25                    | 151                   | 26                    |
| 2022                  | Bogota, Colombie       | 49 kg                 | 80                    | 80                    | 80                    | 16                    | 97                    | 101                   | 105                   | 12                    | 181                   | 12                    |
| Championnats d'Europe |                        |                       |                       |                       |                       |                       |                       |                       |                       |                       |                       |                       |
| 2021                  | Moscou, Russie         | 49 kg                 | 76                    | 81                    | 84                    | Médaille de bronze    | 94                    | 97                    | 100                   | 4                     | 178                   | 4                     |
| 2022                  | Tirana, Albanie        | 49 kg                 | 79                    | 79                    | 81                    | Médaille d'argent     | 92                    | 100                   | 104                   | Médaille d'or         | 171                   | Médaille d'or         |
| 2023                  | Erevan, Arménie        | 49 kg                 | 82                    | 82                    | 83                    | Médaille d'argent     | 98                    | 100                   | 102                   | Médaille d'argent     | 183                   | Médaille d'argent     |
| Jeux méditerranéens   |                        |                       |                       |                       |                       |                       |                       |                       |                       |                       |                       |                       |
| 2022                  | Oran, Algérie          | 49 kg                 | 77                    | 79                    | 83                    | Médaille d'or         | 95                    | 97                    | 102                   | Médaille d'or         | NC                    | NC                    |